# نامه گملیخ
نامه گملیخ به نامه ای نوشته شده توسط آدلف هیتلر برای سربازی آلمانی به نام آدلف گملیخ و به درخواست کارل مایر گفته می‌شود. این نامه به سال ۱۹۱۹ در پاسخ به پرسشی دربارهٔ روشن‌سازی مسئله یهود توسط هیتلر نوشته شده‌است و گمان می‌رود که نخستین مدرک موجود دربارهٔ رویکرد یهودستیزانه ی او باشد. باور بر این است که این نوشته – که نخستین نوشته سیاسی هیتلر نیز به‌شمار می‌رود – به هیتلر کمک کرد تا جایگاه خود به عنوان رهبری سیاسی و رادیکال را محکم سازد و نام او را در میان گروه‌های محافظه‌کار به عنوان مردی که توانایی فروریختن جمهوری وایمار را داراست مطرح ساخت. از آنجا که این نامه نخستین مدرک از دیدگاه‌های ضدیهودی هیتلر است و همچنین او را به دایره سیاسیت وارد کرد، نامه گملیخ به عنوان مهم‌ترین سند در مطالعات هولوکاست شناخته می‌شود.
در این نامه، هیتلر استدلال می‌کند که یهودستیزی می‌بایست بر روی حقایق بنا نهاده شود؛ اینکه یهودیان یک نژاد هستند و نه یک گروه مذهبی، و اینکه حکومت باید هدفش را «کنار زدن قدرتمندانه و بی‌استثنای همهٔ یهودیان» قرار دهد.

## تاریخچه
هیتلر که در هنگام جنگ جهانی یکم زخمی شده بود در سپتامبر ۱۹۱۹ به مونیخ بازگشت. به عنوان افسری در اداره اطلاعات و پروپاگاندای رایشسور، که توسط کاپیتان کارل مایر اداره می‌شد، هیتلر مسئول نوشتن پاسخ به نامه ای دریافت شده از یکی از سربازان به نام آدلف گملیخ شد که در آن نامه گملیخ خواستار روشن ساختن رویکرد ارتش نسبت به مسئله یهود شده بود. پاسخ هیتلر، نوشته‌شده به تاریخ ۱۶ سپتامبر ۱۹۱۹، یا بشخصه توسط خود او نوشته شده یا اینکه توسط او به ویراستاری دیکته شده بود.
دو کپی از این نامه موجود هستند که یکی در بایگانی دولتی باواریا در مونیخ نگهداری می‌شود ولی امضای هیتلر را بر خود ندارد، و دیگری در مرکز سیمون ویزنتال وجود است که امضای هیتلر بر آن دیده می‌شود. نسخهٔ دوم که امروزه باور بر این است که نسخهٔ اصلی می‌بوده، در میان مدارکی بایگانی‌شده در نورنبرگ پیدا شد و بعدها به ایالات متحده آمریکا برده شد. در ۱۹۹۰، چارلز همیلتون، متخصص نسخه‌شناسی، امضای روی نوشته را اعتبار سنجی کرد. در ۲۰۱۱، این نسخه توسط مرکز سیمون ویزنتال به قیمت ۱۵۰٬۰۰۰ دلار آمریکا خریداری شد.